# Saint-Bihy
Saint-Bihy (tiếng Breton: Sant-Bic'hi, Gallo: Saent-Mehi) là một xã của tỉnh Côtes-d'Armor, thuộc vùng Bretagne, tây bắc Pháp.

## Dân số
Người dân ở Saint-Bihy được gọi là Bihicois.